# Myra Sadd Brown
Myra Eleanor Sadd Brown (* 3. Oktober 1872 in Maldon, Essex; † 13. April 1938 in Kowloon, Hongkong) war eine englisch-britische Suffragette und Internationalistin.

## Leben
Sadd Brown wurde als zehntes von elf Kindern von John Granger Sadd und Mary Ann, geborene Price, geboren. Die Familie hatte ein erfolgreiches Unternehmen für Holzhandel und -verarbeitung. Sie erhielt eine Privatausbildung an einer Schule in Colchester und interessierte sich bereits vor ihrer Heirat im Juli 1896 mit Ernest Brown (1869–1930), zusammen mit seinem Bruder Albert Brown Begründer von Brown Brothers, einem Unternehmen für Fahrradteile, für die Kampagne für das Frauenwahlrecht. Das Brautpaar dekorierte den Ort ihrer Hochzeit, die Kongregationskapelle in Maldon, in den Farben Lila, Weiß und Grün, die später die Farben der Women’s Social and Political Union (WSPU) wurden.
Das Ehepaar Sadd Brown zog nach London, wo sie drei Töchter und einen Sohn bekamen. Die Firma ihres Mannes, Brown Brothers, diversifizierte sich von Fahrrädern auf elektrische Geräte, Kinderwagen und Flugzeuge. Im Jahr 1898 stieg sie in die Automobilherstellung ein und stellten unter anderem das Brown Quadricycle her. Brown Brothers wurde sehr erfolgreich und sicherte der Familie Sadd Brown finanzielle Sicherheit.
Sadd Browns Familie gehörte der Kongregationskirche an, und in ihrem späteren Leben wurde sie Mitglied der Christian Scientist. Als Kunstliebhaberin schätzte sie die Theaterstücke von George Bernard Shaw und zählte Künstler zu ihren Freunden, darunter das Künstlerpaar Henry Holiday und Jessie Mothersole.
Nach ihrer Heirat im Jahr 1896 hielt Sadd Brown ihr Interesse an der Frauenwahlrechtsbewegung aufrecht. Sie wurde 1902 Mitglied der Central Society for Women's Suffrage und trat 1907 der WSPU bei. Auch ihre Mitgliedschaft in anderen Wahlrechtsgruppen wie der Women’s Freedom League (WFL) und der Free Church League for Woman Suffrage blieb bestehen. Ihre Briefe, in denen sie für die Sache warb, erschienen regelmäßig in Publikationen wie dem Christian Commonwealth, und sie bezog auch ihre Kinder in den Kampf ein, indem sie zum Beispiel ihre Tochter Myra im Teenageralter überredete, auf der Straße zu stehen und Exemplare von The Woman's Dreadnought zu verkaufen. Später engagierte sie sich in Sylvia Pankhursts WSPU-Abspaltung East London Federation of Suffragettes (ELFS) und lud zu diesem Zweck Busladungen von Frauen aus dem Londoner East End zu ihrem Haus in der Nähe von Maldon in Essex ein.

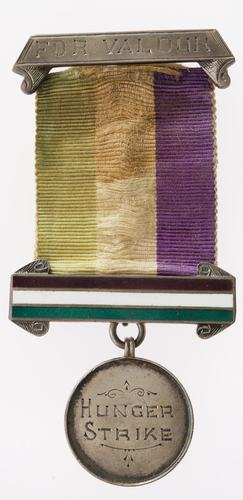
Sogenannte „Hungerstreikmedaille“ der WSPU, verliehen an Sadd Brown in 1912

Am 4. März 1912 wurde Sadd Brown verhaftet, weil sie einen Ziegelstein durch ein Fenster des Kriegsministeriums geworfen hatte, wofür sie zusammen mit einer Reihe anderer Suffragetten, die Scheiben an verschiedenen Stellen eingeworfen hatten, zu zwei Monaten Zwangsarbeit im Holloway Prison verurteilt wurde. Im Gefängnis trat Sadd Brown wie viele andere Suffragetten in den Hungerstreik, wurde aber durch Gummischläuche zwangsernährt, die man ihr in den Hals schob. Bei einer späteren Zwangsernährung teilte Sadd Brown den Gefängniswärtern mit, dass ihre Nase gebrochen sei, doch diese setzten die Zwangsernährung fort und behaupteten, dass „jegliche Schmerzen, die Frau Brown erlitten haben könnte, auf ihren heftigen Widerstand zurückzuführen seien“. Ihr Ehemann schrieb, nachdem er in der Presse von der Zwangsernährung gelesen hatte, an den Gefängnisdirektor und verlangte eine Erklärung.
Da ihr Schreibmaterial verweigert wurde, schrieb Sadd Brown mit einem stumpfen Bleistift auf dunkelbraunem Gefängnis-Toilettenpapier Briefe nach Hause, die aus dem Gefängnis geschmuggelt wurden. Aus ihren Briefen an ihren Mann geht ihre Entschlossenheit hervor, für die politischen Rechte von ihr und anderen Frauen zu kämpfen. Sie schrieb: „Ich habe das Gefühl, dass wir damit begonnen haben, den Behörden die Angst vor der Frau, wenn nicht sogar vor Gott, einzujagen.“ Während ihres Hungerstreiks schrieb sie an ihn: „Ich möchte, dass du allen fragenden Freunden sagst, dass es mir gut geht, dass mein Geist nicht im Geringsten abgekühlt ist und dass ich denke, dass wir immer noch die edelste Sache der Welt haben, für die es sich zu kämpfen und zu leiden lohnt.“ In einem Brief vom 20. März 1912 schrieb sie: „Mrs. Pankhurst und Ethel Smyth kamen gestern in diesen Flügel zurück […] Oh, stellen Sie sich vor, diese beiden großartigen Frauen sitzen den ganzen Nachmittag da und nähen an Kleidungsstücken für Gefangene – können Sie sich etwas Ironischeres vorstellen, es scheint wirklich, dass die Welt auf den Kopf gestellt ist. Warum sollte man nicht Asquith und Sir E. Grey mit schwarzen Stiefeln ausstatten?“ In einem auf Toilettenpapier geschriebenen Brief an ihre Kinder schreibt sie: „Ich habe so ein lustiges kleines Bett, das ich bis zur Wand drehen kann, wenn ich es nicht benutze. Ich lerne Französisch und Deutsch, also müsst ihr gut arbeiten, sonst weiß Mami viel mehr als ihr.“ In einem Zusatz zu diesem Brief schriebt sie ihrem Mann, dass „Mrs. Pankhurst denkt, dass es genug Beweise gegen sie gibt, um ihr 7 Jahre zu geben“. Sie schreibt ihrem Mann, er solle die Kinder „ein wenig wissen lassen, wo ich bin, damit sie ihre liebevollen Gedanken zu mir schicken können. Sie brauchen nicht zu denken, dass ich etwas Falsches getan habe, nur weil ich eingesperrt bin“.
Nach ihrer Entlassung aus dem Gefängnis erhielt sie 1912 wie andere Suffragetten von der WSPU die sogenannte „Hungerstreikmedaille“ For Valour verliehen. Sie befindet sich heute in der Sammlung der Museums Victoria in Melbourne.
Mit dem Ausbruch des Ersten Weltkriegs schlossen Regierung und WSPU ein Stillhalteabkommen, so dass die militanten Aktivitäten der Suffragetten eingestellt und für die Verurteilten eine Amnestie in Kraft trat. Die Frauen beteiligten sich an den Kriegsanstrengungen und arbeiteten in Berufen, die traditionell von Männern ausgeübt wurden. Das entlkräftete eines der Argumente, die immer gegen das Frauenwahlrecht vorgebracht worden waren. Sadd Brown war im Dezember 1914 Gastgeberin des Hampstead-Zweiges der WFL, bei dem Charlotte Despard, Anna Munro und Georgiana Solomon erklärten, dass die Bewegung diese Arbeiterinnen unterstützen sollte, und Geld für das Women's Suffrage National Aid Corps sammelten.
Nach dem Krieg wurde der Representation of the People Act 1918 verabschiedet, der das Wahlrecht für Frauen, die einen Privathaushalt leiteten, oder die Ehefrauen von männliche Haushaltsvorstehern ab 30 Jahren vorsah. Sadd Brown arbeitete weiter für Frauenrechte und wurde aktives Mitglied der International Suffrage Alliance. 1925 war sie maßgeblich an der Gründung der British Commonwealth League (später Commonwealth Countries League) beteiligt, einer feministischen Gruppe, die sich für die Rechte der Frauen in den Commonwealth-Ländern einsetzte. Sie wurde Schatzmeisterin der Liga.
Ihr Ehemann, der sie in all den Jahren ihrer Kampagnenarbeit und ihres Engagements unterstützt hatte, starb 1930 an einer rheumatischen Herzerkrankung. 1937 reiste Sadd Brown nach Südostasien, um bei der Geburt ihres zweiten Enkelkindes dabei zu sein. Anschließend reiste sie nach Angkor Wat und Malaya, bevor sie nach Hongkong weiterreiste und plante, mit der Transsibirischen Eisenbahn nach Hause zurückzukehren. Zuvor erlitt sie jedoch einen Schlaganfall und starb im April 1938 im Kowloon Hospital in Hongkong. Am folgenden Tag wurde sie im hinduistischen Krematorium in Hongkong eingeäschert. In der Ecke des Kirchhofs der United Reformed Church in Maldon in Essex befindet sich ein baumförmiges Denkmal für die Familie Sadd, auf dem Myra Eleanor Sadd Brown erwähnt wird.
Nach ihrem Tod im Jahr 1938 richtete die Commonwealth Countries League die Sadd Brown Library ein, die heute Teil der Women’s Library an der London School of Economics ist und in der ihre Unterlagen und Briefe an ihre Familie aus dem Gefängnis aufbewahrt werden.
Der Historiker Brian Harrison führte im März 1977 ein Oral-History-Interview mit Sadd Browns Tochter, Myra Stedman, im Rahmen des Suffrage-Interviews-Projekts Oral evidence on the suffragette and suffragist movements: the Brian Harrison interviews. Darin spricht Stedman über Sadd Browns Erziehung, ihren Nonkonformismus, ihre Reisen durch Europa, ihr Familienleben und ihre Suffragetten-Aktivitäten sowie über die Ursprünge der Sadd Brown Library.